# 穆罕默德·埃薩姆
穆罕默德·埃薩姆（Mohamed Essam，1994年12月6日—）是一名埃及擊劍運動員，主攻鈍劍項目。他曾獲得非洲運動會男子團體鈍劍冠軍。

## 外部連結
- FIE （页面存档备份，存于）